# Valentin (Prag)
Valentin (tschechisch: Valíš; † 6. Februar 1182) war Bischof von Prag.
Der aus Thüringen stammende Valentin war Chorherr des Prämonstratenserklosters Strahov. Wegen seiner Frömmigkeit wurde Herzogin Elisabeth, die Frau von Herzog Friedrich, auf ihn aufmerksam, deren Hofkaplan er wurde.
Nach dem Tod des Prager Bischofs Friedrich I. wurde Valentin mit Unterstützung des Herzogspaares zu dessen Nachfolger gewählt. Die Bischofsweihe erfolgte vermutlich durch den Mainzer Metropoliten Christian I. von Buch.
Valentin galt als wohltätig. Während seiner kurzen Amtszeit mussten die Beschlüsse des Dritten Laterankonzils verkündet und deren Durchführung überwacht werden.